# 达姆斯和穆尔诉里根案
达姆斯和穆尔诉里根案（[Dames ＆ Moore v. Regan] 错误：{{Lang}}：文本有斜体标记（帮助））是美國憲法中的著名案例，美國聯邦最高法院支持雷根總統所簽定的行政協定，因為這事關外交爭端的解決。

## 事實
- 爆發伊朗人質事件後，卡特總統為因應該次危機，依據IEEPA法，宣布國家進入緊急狀態，除非獲得許可，否則禁止移轉所有伊朗政府、機關、中央銀行，及其所控制的個體 (entity) 的財產及利益。
- Dames ＆ Moore提出1st訴訟，控告伊朗政府、銀行及其原子能組織，理由為伊朗原子能組織，積欠原告3436964.30美元。法院因此對被告之財產發出扣押令 (orders of attachment)，其中包括部分伊朗銀行的財產。
- 依據雙方簽訂的行政協定 (executive agreement)，伊朗政府必須釋放美國人質，該協定並要求中止雙方政府間、政府與國民間的一切訴訟，並以有拘束力的仲裁，中止這些訴訟或和解。
- 另一方面，美國政府有義務中止所有在美國法院，由美國公民、美國機關對伊朗政府、機關、組織的法律程序，並使所有財產扣押令與判決無效。此外，美國政府必須在1981年7月19日前，將美國所扣押的財產歸還伊朗。
- 新上任的雷根總統，批准了卡特總統，為了執行該行政協定，所訂定的一系列行政命令，並暫時中止，所有可能繫屬仲裁法院的訴訟案件，以及宣告在美國任何法院對此類的訴訟上所謂的宣告、裁判，皆不發生法律上的效果。
- Dames ＆ Moore對於美國政府以及財政部提起2nd訴訟，要求獲得確認與強制救濟，以阻止執行該行政命令。

## 爭點
- IEEPA法是否僅授權總統撤銷、預防或禁止，而不包括移轉(transfer)其所凍結的財產？
- 總統是否可以，停止在美國法院中所有相關的、進行中的訴訟？其依據為何？

## 先例
- IEEPA法第1702(a)(1)條款:

「總統有權撤銷、預防或禁止，對於外國政府或美國公民有利益的財產的取得、持有、喪失持有、使用、移轉、撤回、運送、進出口、交易，或是行使相關的權(利)力；對於自然人的財產， 必須在美國政府的管轄權下。」
- Youngstown Sheet & Tube Co. v. Sawyer

總統依據國會的特別授權，在撤銷查封(attachment)，以及命令為財產的移轉時，可以獲得最寬鬆的司法審查..不斷採行，並且未被破壞的行政實務，若是長期依循國會的意見，未曾遭受質疑，可被視為是憲法第二條第一項所賦予總統行政權力的補充。
- 美國憲法第二條第一項:

「行政權屬於美國總統。」

## 理由
- IEEPA法以及Hostage法案，並未授權總統移轉其所查封的財產。
- 但是IEEPA法授權總統能在緊急狀態時，採取行動；Hostage Act授權總統能對外國政府的敵意行為，採取行動。這顯示，國會對於這類的情況採取了廣泛的允許。
- 總統認為必要而採取的行動，國會不可能全都預料到，並且立法加以規範。且國會未立法，未必表示不贊成，特別是在外交政策以及國家安全方面。
- 國與國之間常常發生摩擦 (Friction)，這些摩擦有時依據條約 (Treaty) 解決。實務上長久以來，是藉由行政協定解決，這些行政協定往往無需參議院事先的允許。可以說，國會默許的承認了這種解決紛爭的方式。(如International Claims Settlement Act)

## 結論
維持原判決。

## 外部連結
- Dames ＆ Moore v. Regan
- 《宪法》第四章：国会和行政权力（下）